# 小克利京卡
49°47′29″N 28°28′10″E / 49.79139°N 28.46944°E
小克利京卡（烏克蘭語：Мала Клітинка），是烏克蘭的村落，位於該國西南部文尼察州，由赫米利尼克區負責管轄，始建於1670年，面積0.9平方公里，海拔高度279米，2001年人口115，人口密度每平方公里128.21人。